# لیخار
لیخار (به اسپانیایی: Líjar) دهستانی در استان آلمریا در بخش خودمختار اندلس در کشور اسپانیا است. در این دهستان ۵۰۰ نفر زندگی می‌کنند. مساحت این دهستان ۲۸ کیلومتر مربع است.
در ۱۸۸۳ لیخار به علت اهانت مردم پاریس به آلفونسو دوازدهم پادشاه اسپانیا در سفرش به این شهر و کوتاهی دولت اسپانیا در پاسخ دادن به این اهانت، علیه کشور فرانسه اعلان جنگ کرد. سائز، شهردار وقت لیخار که به کشور فرانسه اعلام جنگ داده بود به یک قهرمان محلی تبدیل شد و مجسمه‌هایی از او در شهرهای اسپانیا به پا شد. در طول صد سال آینده لیخار در وضعیت جنگی به سر می‌برد و سنت دشمنی با فرانسه به صورت سینه به سینه به نسل بعد منقل گشت 

ولی با این حال زدوخوردی بین لیخار و فرانسه شکل نگرفت.
در سال ۱۹۷۰ پس از استقبال شکوهمند مردم پاریس از پادشاه اسپانیا خوان کارلوس، شهردار لیخار به دولت فرانسه پیشنهاد صلح داد، ولی فرانسه به این پیشنهاد واکنشی نشان نداد. در نهایت در سال ۱۹۸۳ و در زمان ریاست جمهوری فرانسوا میتران سفارت فرانسه در مادرید یک هیئت دیپلماتیک به لیخار فرستاد. عهدنامه صلح بین فرانسه و لیخار صد سال پس از اعلان جنگ به تاریخ ۳۰ نوامبر ۱۹۸۳ امضا شد.
سند اعلان جنگ لیخار به فرانسه و عهدنامه صلح در تالار فرمانداری این شهر به نمایش گذاشته شده است.